# Mojdivnyak
Mojdivnyak ou Moždivnjak (en macédonien Мождивњак) est un village du nord-est de la Macédoine du Nord, situé dans la municipalité de Kriva Palanka. Le village comptait 770 habitants en 2002.

## Démographie
Lors du recensement de 2002, le village comptait :
- Macédoniens : 769
- Autres : 1